# Rick Rubin
Frederick Jay  "Rick" Rubin, född 10 mars 1963 i Long Beach, New York, är en amerikansk musikproducent och skivbolagsdirektör. Han grundade  tillsammans med Russell Simmons 1984 skivbolaget Def Jam Recordings. Efter att ha lämnat bolaget 1988 grundade han American Recordings.
Rubin producerade från början mycket hiphop som Beastie Boys, Run-DMC och Public Enemy. Så småningom gick han alltmer över till att producera metalakter som Slayer, Danzig, Wolfsbane och System of a Down, men även alternativa rockband som Red Hot Chili Peppers. På 1990-talet gav Rubin Johnny Cashs karriär en nytändning i och med American Recordings-serien. Han samarbetade också med Tom Petty på tre av hans album.
Rubin producerade 2003 "99 Problems" på Jay-Z:s album The Black Album. Under 2006 producerade han Metallicas album Death Magnetic och tog således över efter Bob Rock som varit med Metallica sedan Metallica 1991. 
Musikkanalen MTV har kallat Rubin "den viktigaste producenten de senaste 20 åren".
Rubin föddes i Long Beach, New York men växte upp i närbelägna Lido Beach.

## Producerade album
- 1985 – Radio (LL Cool J)
- 1986 – Licensed to Ill (Beastie Boys)
- 1986 – Raising Hell (Run-DMC)
- 1986 – Reign in Blood (Slayer)
- 1987 – Electric (The Cult)
- 1987 – Yo! Bum Rush the Show (Public Enemy)
- 1988 – Danzig (Danzig)
- 1988 – Tougher Than Leather (Run-DMC)
- 1988 – South of Heaven (Slayer)
- 1988 – Masters of Reality (Masters of Reality)
- 1989 – Dice (Andrew Dice Clay)
- 1989 – Live Fast, Die Fast (Wolfsbane)
- 1990 – Trouble (Trouble)
- 1990 – Danzig II: Lucifuge (Danzig)
- 1990 – Seasons in the Abyss (Slayer)
- 1991 – Nobody Said It Was Easy (The Four Horsemen)
- 1991 – Manic Frustration (Trouble)
- 1991 – Decade of Aggression (Slayer)
- 1991 – Blood Sugar Sex Magik (Red Hot Chili Peppers)
- 1992 – Danzig III: How the Gods Kill (Danzig)
- 1992 – King King (The Red Devils)
- 1993 – Thrall: Demonsweatlive (Danzig)
- 1993 – Wandering Spirit (Mick Jagger)
- 1994 – Danzig 4 (Danzig)
- 1994 – American Recordings (Johnny Cash)
- 1994 – Wildflowers (Tom Petty)
- 1995 – One Hot Minute (Red Hot Chili Peppers)
- 1995 – Ballbreaker (AC/DC)
- 1995 – God Lives Underwater (God Lives Underwater)
- 1995 – Empty (God Lives Underwater)
- 1996 – Songs and Music from "She's the One" (Tom Petty and the Heartbreakers)
- 1996 – Unchained (album av Johnny Cash) (Johnny Cash)
- 1996 – Sutras (Donovan)
- 1998 – VH1 Storytellers (Johnny Cash & Willie Nelson)
- 1998 – Diabolus in Musica (Slayer)
- 1998 – System of a Down (System of a Down)
- 1998 – Peasants, Pigs & Astronauts (Kula Shaker)
- 1998 – Chef Aid: The South Park Album (South Park)
- 1999 – Northern Star (Melanie C)
- 1999 – Californication (Red Hot Chili Peppers)
- 1999 – Echo (Tom Petty & the Heartbreakers)
- 1999 – Loud Rocks (V/A)
- 1999 – The Globe Sessions (Sheryl Crow)
- 2000 – American III: Solitary Man (Johnny Cash)
- 2000 – Paloalto (Paloalto)
- 2000 – Renegades (Rage Against the Machine)
- 2001 – Amethyst Rock Star (Saul Williams)
- 2001 – The War of Art (American Head Charge)
- 2001 – Breath of the Heart (Krishna Das)
- 2001 – The Final Studio Recordings (Nusrat Fateh Ali Khan)
- 2001 – Toxicity (System of a Down)
- 2002 – American IV: The Man Comes Around (Johnny Cash)
- 2002 – By the Way (Red Hot Chili Peppers)
- 2002 – Audioslave (Audioslave)
- 2002 – Steal This Album! (System of a Down)
- 2003 – Results May Vary (Limp Bizkit)
- 2003 – Unearthed (Johnny Cash)
- 2003 – Door of Faith (Krishna Das)
- 2003 – De-Loused in the Comatorium (The Mars Volta)
- 2003 – The Black Album (Jay-Z)
- 2003 – Live at the Grand Olympic Auditorium (Rage Against the Machine)
- 2003 – Heroes and Villains (Paloalto)
- 2004 – Vol. 3: (The Subliminal Verses) (Slipknot)
- 2004 – Armed Love (The (International) Noise Conspiracy)
- 2004 – Crunk Juice (Lil' Jon and the East Side Boyz)
- 2005 – Make Believe (Weezer)
- 2005 – Out of Exile (Audioslave)
- 2005 – Mezmerize (System of a Down)
- 2005 – Hypnotize (System of a Down)
- 2005 – 12 Songs (Neil Diamond)
- 2006 – Stadium Arcadium (Red Hot Chili Peppers)
- 2006 – Taking the Long Way (Dixie Chicks)
- 2006 – American V: A Hundred Highways (Johnny Cash)
- 2006 – FutureSex/LoveSounds (Justin Timberlake)
- 2007 – Luna Halo (Luna Halo)
- 2007 – Minutes to Midnight (Linkin Park)
- 2008 – The Cross of My Calling (The (International) Noise Conspiracy)
- 2008 – Weezer (Weezer)
- 2008 – Home Before Dark (Neil Diamond)
- 2008 – Dancing for the Death of an Imaginary Enemy (Ours)
- 2008 – Seeing Things (Jakob Dylan)
- 2008 – Death Magnetic (Metallica)
- 2009 – Music for Men (Gossip)
- 2009 – I and Love and You (The Avett Brothers)
- 2010 – American VI: Ain't No Grave (Johnny Cash)
- 2010 – Trans-Continental Hustle (Gogol Bordello)
- 2010 – A Thousand Suns (Linkin Park)
- 2010 – Born Free (Kid Rock)
- 2010 – Illuminations (Josh Groban)
- 2011 – 21 (Adele)
- 2011 – I'm with You (Red Hot Chili Peppers)
- 2013 – 13 (Black Sabbath)